# Nova Varoš
Nova Varoš (em cirílico: Нова Варош) é uma vila da Sérvia localizada no município de Nova Varoš, pertencente ao distrito de Zlatibor. A sua população era de 8865 habitantes segundo o censo de 2011.

## Demografia
| 1948 | 1953 | 1961 | 1971 | 1981 | 1991  | 2002  | 2011 |
| ---- | ---- | ---- | ---- | ---- | ----- | ----- | ---- |
| 1781 | 2179 | 3200 | 5718 | 8565 | 10424 | 10335 | 8865 |